# Ostedes tuberculata
Ostedes tuberculata là một loài bọ cánh cứng trong họ Cerambycidae.